# Виторио Де Сика
Виторио де Сика (на италиански: Vittorio De Sica) е италиански режисьор и актьор, водеща фигура в Италианския неореализъм от следвоенния период в Европа.

## Биография и кариера
Виторио де Сика е роден на 7 юли 1901 година в град Сора, област Лацио. Израства в Неапол, където се премества семейството му. Баща му Умберто де Сика е банков чиновник с влечение към шоу бизнеса, поради което окуражава красиво изглеждащия си син да се насочи към сценична кариера.
Младият Де Сика започва театралната си кариера през 20-те години. През 1923 година се присъединява към театралната трупа на Татяна Павлова. Десетилетие по-късно Де Сика основава собствена трупа, където заедно със съпругата си Гуидита Ризон и Серджо Тофано продуцират и играят в поставяните пиеси. Трупата му изпълнява най-вече леки комедии, но също и пиеси на автори като Пиер дьо Бомарше, и работи със знаменити режисьори като Лукино Висконти.
По време на Втората световна война Де Сика се прехвърля на режисьорското място в киното, започвайки с четири рутинни лековати филма в традицията на италианското кино от онези години. Петият му филм – „Децата ни гледат“ („I bambini ci guardano“, 1944) показва заложбите на автора, маркирайки и началото на сътрудничеството му със сценариста Чезаре Дзаватини, с когото ще направят едни от най-значимите филми в течението на неореализма, като „Шуша“ („Sciuscià“, 946) и „Крадци на велосипеди“ („Ladri di biciclette“, 1948). И двете ленти са удостоени със специални награди на церемонията по връчване на наградите „Оскар“.
Незабравими остават и филмите му с участието на София Лорен и Марчело Мастрояни „Вчера, днес и утре“ („Ieri, oggi, domani“, 1963) и „Брак по италиански“ („Matrimonio all'italiana“, 1964), които са най-успешните му работи в комерсиален смисъл. Първият от тях печели „Оскар“ за най-добър чуждоезичен филм, а вторият е номиниран в същата категория.
За да финансира режисьорските си експерименти, Де Сика продължава и актьорските си участия през всичките години на своята кариера. Голяма популярност печелят участията му в ролята на провинциален полицай в комедийната поредица „Хляб, любов и фантазия“ („Pane, amore e fantasia“), където в някои от филмите си партнира с Джина Лолобриджида.
Виторио де Сика умира през 1974 година в парижкото предградие Ньой сюр Сен на 73-годишна възраст.

## Филмография

### Режисьор
| Година | Филм                        | Оригинално заглавие                   | Бележки                        |
| ------ | --------------------------- | ------------------------------------- | ------------------------------ |
| 1940   | Алени рози                  | Rose scarlatte                        | корежисьор с Джузепе Амато     |
| 1940   | Мадалена, нула за поведение | Maddalena, zero in condotta           |                                |
| 1941   | Тереза Венерди              | Teresa Venerdì                        |                                |
| 1942   | Гарибалдиец в манастир      | Un garibaldino al convento            |                                |
| 1943   | Децата ни гледат            | I bambini ci guardano                 |                                |
| 1945   | Портата на рая              | La porta del cielo                    |                                |
| 1946   | Шуша                        | Sciuscià                              |                                |
| 1948   | Сърце                       | Cuore                                 | корежисьор с Дуилио Колети     |
| 1948   | Крадци на велосипеди        | Ladri di biciclette                   |                                |
| 1951   | Чудото в Милано             | Miracolo a Milano                     |                                |
| 1952   | Умберто Д.                  | Umberto D                             |                                |
| 1953   | Вила Боргезе                | Villa Borghese                        | корежисьор с Джани Франчиолини |
| 1953   | Гара Термини                | Stazione Termini                      |                                |
| 1954   | Златото на Неапол           | L'oro di Napoli                       |                                |
| 1956   | Покривът                    | Il tetto                              |                                |
| 1958   | Ана от Бруклин              | Anna di Brooklyn                      | корежисьор с Карло Ластрикати  |
| 1960   | Чочарка                     | La Ciociara                           |                                |
| 1961   | Страшният съд               | Il giudizio universale                |                                |
| 1962   | Бокачо '70                  | Boccaccio '70 (La riffa)              | сегмент: Лотарията             |
| 1962   | Затворниците от Алтона      | I sequestrati di Altona               |                                |
| 1963   | Бум                         | Il Boom                               |                                |
| 1963   | Вчера, днес и утре          | Ieri, oggi e domani                   |                                |
| 1964   | Брак по италиански          | Matrimonio all'italiana               |                                |
| 1966   | Нов свят                    | Un monde nouveau                      |                                |
| 1966   | След лисицата               | Caccia alla volpe                     |                                |
| 1967   | Седем пъти жена             | Sette Volte Donna                     |                                |
| 1967   | Вещиците                    | Le streghe (Una serata come le altre) | сегмент: Обикновена вечер      |
| 1968   | Влюбени                     | Amanti                                |                                |
| 1970   | Слънчогледи                 | I girasoli                            |                                |
| 1970   | Градината на Финци-Контини  | Il Giardino dei Finzi-Contini         |                                |
| 1970   | Двойките                    | Le coppie (Il Leone)                  | сегмент: Лъвът                 |
| 1972   | Ще го кръстим Андреа        | Lo chiameremo Andrea                  |                                |
| 1973   | Кратка ваканция             | Una breve vacanza                     |                                |
| 1974   | Пътуването                  | Il viaggio                            |                                |

### Актьор
| Година | Филм                   | Оригинално заглавие      | Роля                              | Режисьор            |
| ------ | ---------------------- | ------------------------ | --------------------------------- | ------------------- |
| 1953   | Хляб, любов и фантазия | Pane, amore e fantasia   | Антонио Каротенуто                | Луиджи Коменчини    |
| 1954   | Хляб, любов и ревност  | Pane, amore e gelosia    | Антонио Каротенуто                | Луиджи Коменчини    |
| 1955   | Знакът на Венера       | Il segno di Venere       | Алесио Спано                      | Дино Ризи           |
| 1955   | Хляб, любов и…         | Pane, amore e...         | Антонио Каротенуто                | Дино Ризи           |
| 1959   | Зимна ваканция         | Vacanze d'inverno        | Морис                             | Камило Мастрочинкуе |
| 1959   | Генерал Дела Ровере    | Il generale della Rovere | Виторио Емануеле Бардоне/Грималди | Роберто Роселини    |
| 1960   | Това започна в Неапол  | It Started in Naples     | Марио Витале                      | Мелвил Шавелсън     |
| 1961   | Страшният съд          | Il giudizio universale   | Адвокат                           | Виторио Де Сика     |
| 1967   | Седем пъти жена        | Sette Volte Donna        | камео                             | Виторио Де Сика     |